# Kassel
Kassel (até 1926 oficialmente Cassel) é uma cidade independente da Alemanha, situada no norte do estado de Hessen, no centro da Alemanha, nas margens do rio Fulda, um dos rios que ao se fundirem formam o rio Weser.
A cidade é a capital da região administrativa de Kassel e do distrito homónimo. A cidade é a terceira maior cidade em Hessen, depois de Frankfurt am Main e Wiesbaden.
Kassel é a sede da documenta, considerada uma das maiores e importantes exposições da arte contemporânea e da arte moderna internacional que ocorre a cada cinco anos. 
Em 2013, Kassel completou 1100 anos.
Em 2013, o parque Bergpark Wilhelmshöhe foi declarado património mundial da UNESCO.
Foi nessa cidade também que foi revelado o primeiro manifesto rosacruz, Fama Fraternitatis, em 1614.

## Personalidades
- Karl Ziegler (1898-1973), prémio Nobel da Química de 1963.
- Milky Chance, banda de pop, rock e folk, formada em 2012.

## Pontos Turísticos
- Bergpark Wilhelmshöhe - Parque que conta com um palácio transformado em museu, castelo, aqueduto artificial, jardins e cascata artificial em escadaria (durante o verão). No topo do parque há uma estátua do Hércules.
- Staatspark Karlsaue - Parque no centro de Kassel, conta com um palácio, a Orangerie, onde funciona um museu de astronomia e ainda tem canais e fontes.
- Grimmwelt Kassel - Local dedicado à história dos Irmãos Grimm, que viveram por cerca de 3 décadas em Kassel.